# August Franz von Haxthausen
August Franz Ludwig Maria von Haxthausen, född 3 februari 1792 i Bökendorf vid Paderborn, död 31 december 1866 i Hannover, var en tysk friherre, agronom och nationalekonom.
Haxthausen publicerade 1829 ett förtjänstfullt arbete om Nordtysklands jordbruk och fick därefter av den preussiska regeringen i uppdrag att undersöka jordbruksförhållandena i Ost- och Västpreussen samt Pommern.  År 1843 företog han, på uppdrag av tsar Nikolaj I, en resa genom Ryssland och publicerade senare resultaten av sin därunder genomförda forskning i två skrifter.